# Assemblea Democràtica Istriana
L'Assemblea Democràtica Istriana (croat Istarski Demokratski Sabor, italià Dieta Democratica Istriana) és un partit polític de Croàcia de centreesquerra i regionalista d'Ístria. El cap del partit és Ivan Jakovčić, encara que Damir Kojin és el seu portaveu i representant més conegut. Es va fundar el 1990 i decidí no presentar-se a les eleccions de 1990, de manera que els comunistes dominaren la regió. Sí que es van presentar a les de 1992, i guanyaren a les tres circumscripcions d'Ístria.
Això va convertir Ístria amb motiu de preocupació tant per a la Unió Democràtica Croata com al president Franjo Tuđman, que havia guanyat a totes les altres regions de Croàcia. Per a les primeres eleccions a la Cambra de Comtats Croats, que gtambé va coincidir amb la primera elecció al comtat d'Ístria, de recent creació, els mitjans de comunicació controlats per l'Estat va llançar un bombardeig sense precedents dels mitjans dirigit gairebé exclusivament a Ístria. Aquest esforç va fracassar i els votants istrians van donar gairebé tres quartes parts del vots a l'IDS.
La política principal de la IDS és la defensa de la identitat cultural i econòmica d'Istria i la igualtat d'italià i croat, cosa que s'oposava al nacionalisme de línia dura de Tuđman. Altres partits polítics croats van ser més pragmàtics, i l'IDS va cooperar amb ells al Parlament croat i durant les eleccions. A Istria, però, l'IDS és durament atacada per les sucursals locals del Partit Socialdemòcrata de Croàcia, així com el seu antic i primer prefecte d'Ístria Luciano Delbianco que havia desertat i va formar un nou partit anomenat Fòrum Democràtic d'Ístria.
L'IDS va formar part breument del govern nacional després de les eleccions legislatives i presidencials de 2000. Un any més tard, insatisfeta amb la manera en què Ivica Račan i els seus socis de la coalició tractaven Istria, va deixar el govern, encara que va seguir donant-li suport al Parlament. El 2006 es va unir al Partit dels Liberals Demòcrates i Reformistes Europeus.

## Resultats electorals
| Elecció | %        | Escons |
| 1992    | 4,35     | 6      |
| 1995    | coalició | 16     |
| 2000    | 2,65     | 4      |
| 2003    | 2,65     | 4      |
| 2007    | 1,5      | 3      |